# Carin Chilvers

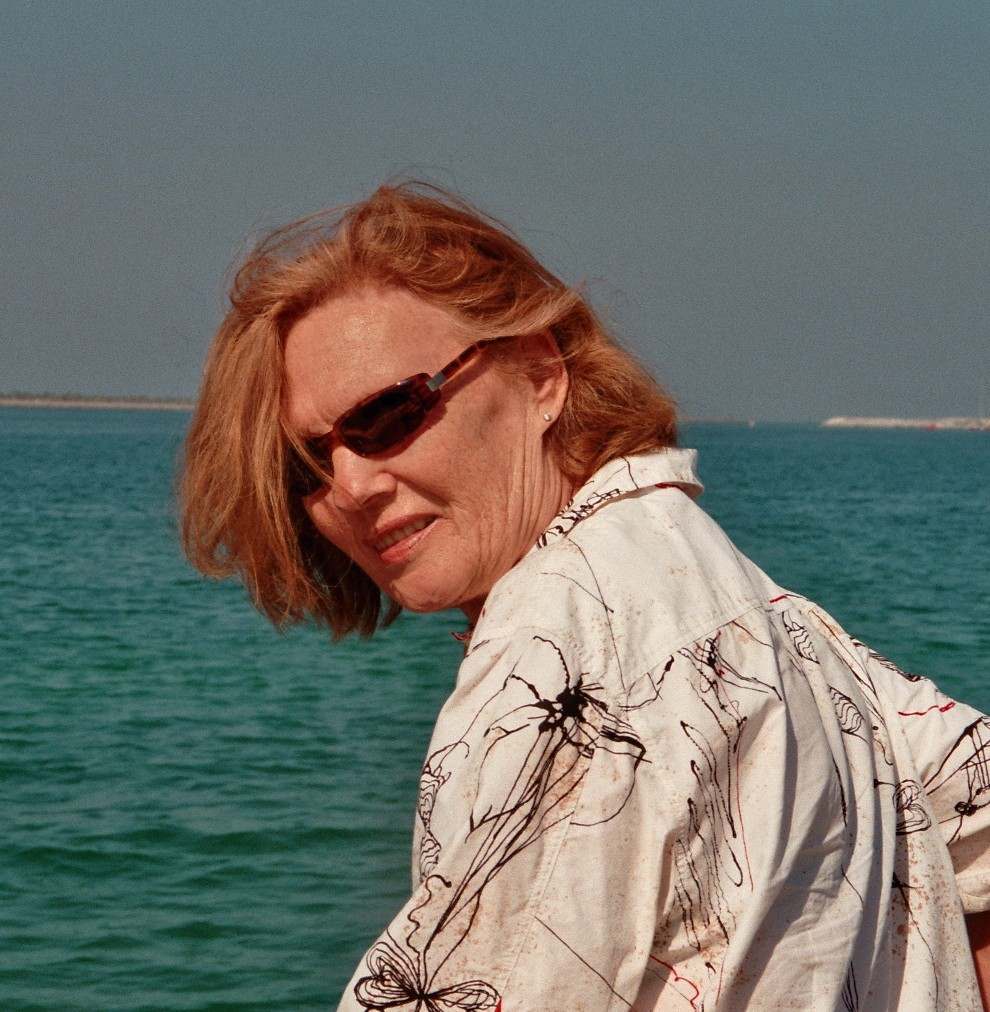

Carin Chilvers war eine deutsche Autorin. 
Sie schrieb Kriminalromane, Psychothriller, Kurzgeschichten und Hörspiele.
Sie starb am 24. November 2018.

## Veröffentlichungen

### Romane
- Marshmallows – Privatdetektivin R. Volk. SWB-Verlag, Stuttgart 2012, 245 S. ISBN 978-3-942661-89-8
- Der Andere.[1] SWB-Verlag, Stuttgart 2012, 239 S. ISBN 978-3-942661-91-1
- Tod im Asemwald – Privatdetektivin R. Volk. SWB Verlag, Stuttgart 2011, 238 S. ISBN 978-3-942661-02-7
- 150.000 in bar – Privatdetektivin R. Volk. Bookspot-Verlag, München 2006, 202 S. ISBN 978-3-937357-18-8
- IREZUMI. Betzel Verlag, Niendorf 2003, 188 S. ISBN 3-932069-19-6

### Hörspiele
- 2013 Schatzsuche – SWR
- 2012 Mädchen am Fenster – SWR
- 2011 A Mordsgschwätz – SWR
- 2010 Dr alde Deibler (zusammen mit Kerstin Rech) – SWR

### Kurzgeschichten
- 2018 Marle in der Anthologie In der Tiefe, Litac Verlag, Zürich
- 2017 Liebe verjährt nicht in der Anthologie Irdische Paradiese, Wendepunktverlag, Weiden
- 2016 Die Baumkönigin in der Anthologie Alltagsriesen, Wendepunktverlag, Weiden
- 2015 Tischgespräch in der Anthologie MordsKarlsruhe, Der Kleine Buchverlag, Karlsruhe
- 2010 Soko Hai in der Anthologie Strandgut, Verlag 71, Plön
- 2007 Karlas Angst in der Anthologie Letzte Grüße von der Saar, Conte Verlag, Saarbrücken
- 2004 Die Annonce in der Anthologie Das dunkle Mal, Bookspot Verlag, München
- 2003 Krokomaul in der Anthologie Francesco im Land der Delphine ..., Betzel Verlag, Niendorf
- 2003 Lenchen in der Anthologie Amour de tête, Geest Verlag, Vechta-Langförden
- 2002 Nachts in der Anthologie Das Spinnentier und andere Horrorgeschichten, Verlag Ulmer Manuskripte, Ulm